# Ínsula romana sob edifício da Escola da Sé

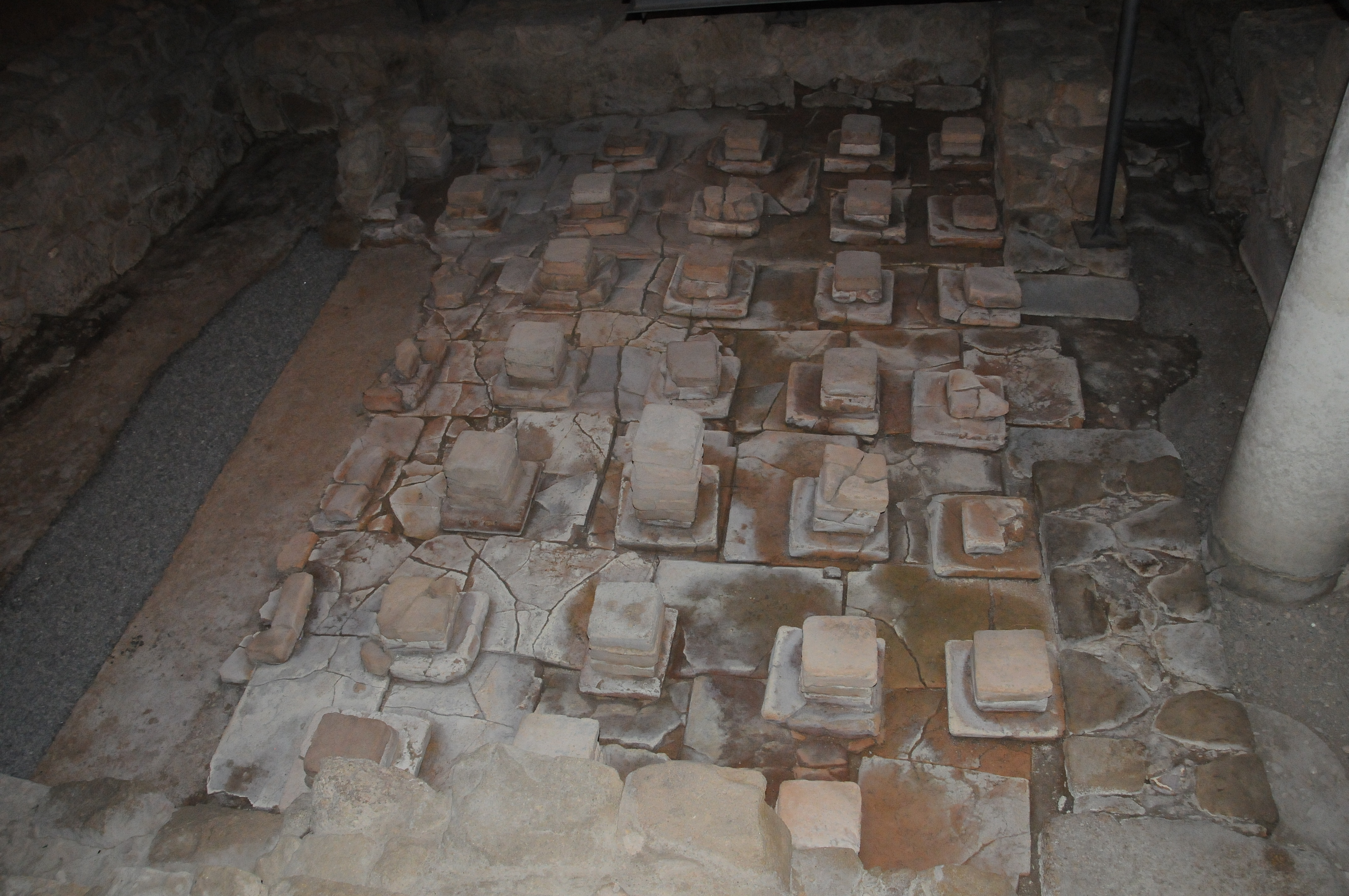

A Insula romana sob edifício da Escola da Sé é um conjunto de estruturas que correspondem a uma ínsula construída no século I e cuja ocupação sobreviveu até o século V. Localiza-se sob o antigo edifício da escola da Sé, actual sede da junta da mesma freguesia, em Braga, Portugal. Também é visível no local, restos de alicerce da muralha medieval que se encontram adossados a um pano de uma das torres defensiva.
As ruínas da antiga casa romana foram escavadas e estudadas, entre 1998 e 2003, no contexto de um projeto, promovido pelo Gabinete de Arqueologia da Câmara de Braga, de reformulação do programa arquitetónico do interior do edifício. Esta intervenção arqueológica identifica vestígios correspondentes a parte de uma casa romana, bem como estruturas associadas ao sistema defensivo medieval da cidade de Braga.
Pela interpretação dos vestígios arqueológicos, conclui-se que a casa romana (Domus) teve origem no século I, sofrendo entre o século III e inícios do século IV “profundas alterações”, sendo então dotada de um balneário privado, novos compartimentos e corredores, que foram revestidos com mosaicos de composição geométrica.
Em Março de 2022, A ‘Domus’ foi classificada como sítio de interesse municipal.
1. ↑  «Ruínas com 2.000 anos em Braga classificadas como sítio de interesse municipal»